# Racibory (województwo podlaskie)
Racibory – wieś w Polsce położona w województwie podlaskim, w powiecie grajewskim, w gminie Radziłów.
Nazwa oboczna: Racibory-Jurgi.
Wierni kościoła rzymskokatolickiego należą do parafii św. Anny w Radziłowie.

## Historia
Dawniej prywatna wieś szlachecka położona była w drugiej połowie XVI wieku w powiecie radziłowskim ziemi wiskiej województwa mazowieckiego.
W latach 1921–1939 wieś leżała w województwie białostockim, w powiecie kolneńskim (od 1932 w powiecie łomżyńskim), w gminie Przytuły.
Według Powszechnego Spisu Ludności z 1921 roku zamieszkiwało tu 176 osób w 23 budynkach mieszkalnych. Miejscowość należała do miejscowej parafii rzymskokatolickiej w m. Radziłów. Podlegała pod Sąd Grodzki w Stawiskach i Okręgowy w Łomży; właściwy urząd pocztowo-telegraficzny mieścił się w m. Jedwabne.
W latach 1975–1998 miejscowość należała administracyjnie do województwa łomżyńskiego.